# Kopytka

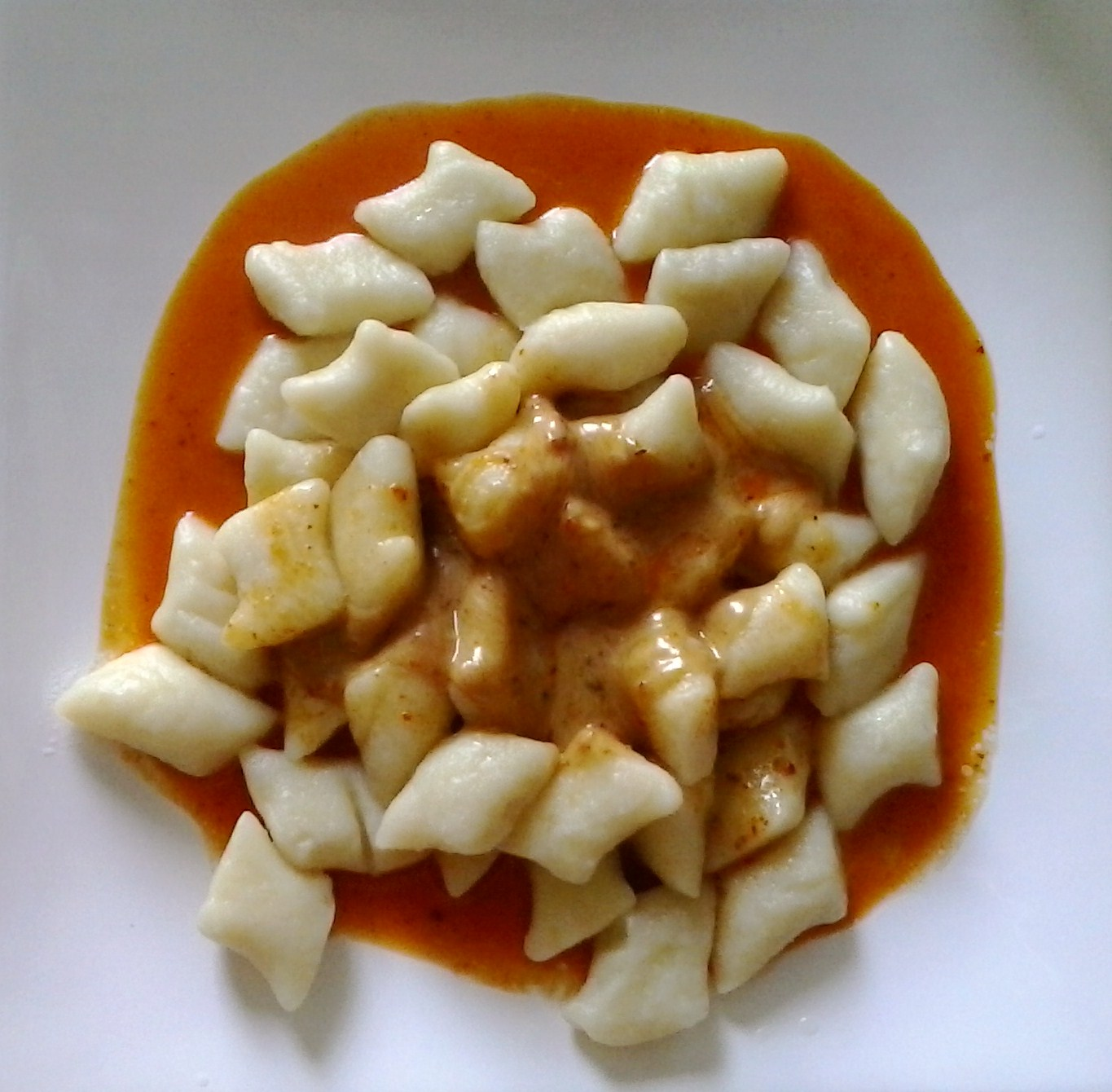
Kopytka w sosie pomidorowym

Kopytka (pozn. szagówki) – w kuchni polskiej, rodzaj grubych klusek w kształcie rombów, wyrabianych z ugotowanych ziemniaków, mąki i jaj. Wykorzystuje się mąkę pszenną z niewielkim dodatkiem ziemniaczanej. Ciasto doprawia się do smaku solą.
Ugotowane, wystudzone, po czym zmielone ziemniaki należy wymieszać z pozostałymi składnikami i szybko wyrobić zwartą, elastyczną masę. Czas mieszania ma duże znaczenie, bowiem podczas tego procesu masa ziemniaczana oddaje zgromadzoną w sobie wodę, co powoduje zwiększenie zużycia mąki. Wyrobione ciasto należy podzielić na niewielkie kawałki i uformować z nich wałki o średnicy ok. 3 cm. Następnie, po lekkim spłaszczeniu uformowanych wałków, należy pokroić je formując charakterystyczne romby. Tak przygotowane kopytka należy gotować w dużej ilości wrzącej, osolonej wody, delikatnie mieszając. Po wypłynięciu na powierzchnię wody kopytka są gotowe do wyjęcia.
Kopytka mogą być daniem głównym lub dodatkiem do innych potraw, np. gulaszu lub mięsa duszonego. Mogą być podawane okraszone masłem lub słoniną ze skwarkami, polane sosem np. grzybowym albo z dodatkiem zasmażanej kapusty. Na słodko podaje się je polane roztopionym masłem i posypane cukrem z cynamonem. 
Spotyka się przepisy na rozmaite wariacje kopytek, do ciasta ziemniaczanego można dodawać np. purée z dyni. Łącząc ciasto ziemniaczane z serem twarogowym otrzymuje się pokrewną polską potrawę: leniwe pierogi.